# شنة سوداء الزعانف
شنة سوداء الزعانف (الاسم العلمي:Channa melanoptera) هي نوع من الأسماك تتبع جنس الشنة من فصيلة الشنات.